# Tus padres volverán

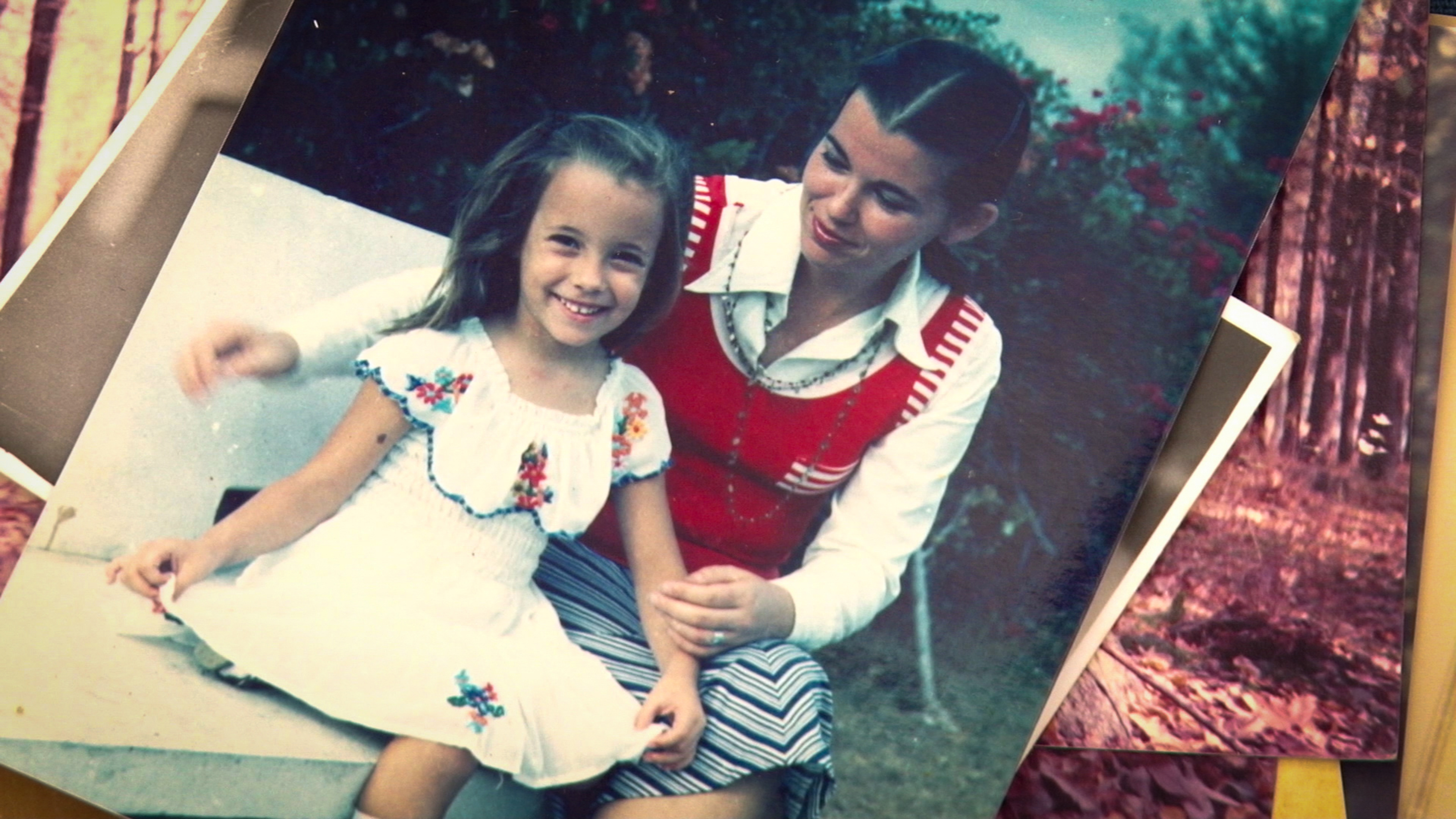
Tus padres volverán (Uruguay, 2015)
Documental, 81 min.
Dir. Pablo Martínez Pessi

Tus padres volverán es un documental uruguayo de 2015, dirigido por Pablo Martínez Pessi, sobre la llegada a Uruguay desde España de 154 niños, hijos de uruguayos exiliados en Europa tras el golpe de Estado de 1973 en Uruguay.

## El viaje
La idea del viaje comenzó en octubre de 1983. Víctor Vaillant, Eduardo Fernández, Silvia Ferreira y Ernesto de los Campos viajaron a Europa a reunirse con la resistencia a la dictadura, formada por uruguayos exiliados en España, Francia, Suiza, Italia, Grecia, Dinamarca, Países Bajos y Suecia; en un encuentro con el militante exiliado Artigas Melgarejo, nació la idea de organizar el viaje a Uruguay de los hijos de los exiliados políticos en Europa. Para entonces, fines de 1983, la dictadura que se había instalado diez años antes empezaba a sentir los estertores finales de su decadencia, impulsada por la lucha popular; en ese marco de lucha y movilización, y de fuerte solidaridad internacional, nace esa idea, forma novedosa e inédita de presionar a la dictadura, en momentos en que esta comenzaba a dar signos de debilidad.
En la Navidad de ese año se reunieron en Madrid aquellos niños y adolescentes, de entre 3 y 17 años; desde allí, un vuelo chárter puesto a disposición por el presidente español Felipe González los llevó a Uruguay. El 26 de diciembre, el avión de Iberia aterrizó en el aeropuerto de Carrasco con los 154 niños, los que fueron recibidos por miles de personas que los acompañaron en caravana hasta el local de la Asociación de Bancarios del Uruguay, donde fueron entregados a sus familiares. Durante las ocho horas que tardó el trayecto de los doce kilómetros desde el aeropuerto hasta la Ciudad Vieja se podía escuchar la proclama: «¡Tus padres volverán!».

## El documental: el relato de los protagonistas

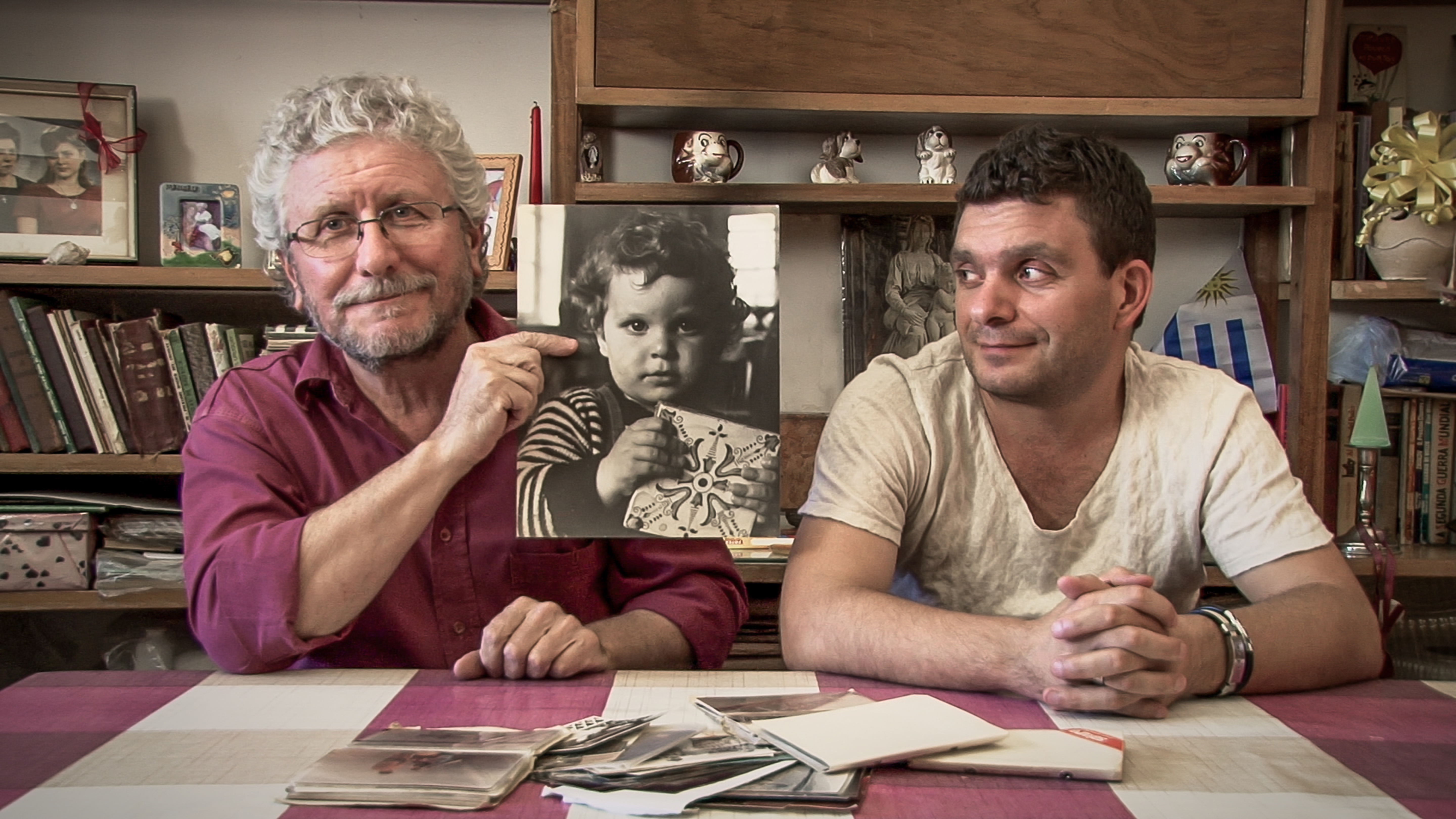
Tus padres volverán (Uruguay, 2015)
Documental, 81 min.
Dir. Pablo Martínez Pessi

Salvador Banchero, Fernando De Meersman, Jorge Garibaldi, Marcos Medina, Cecilia Rodríguez y Guzmán Tierno son seis de los 154 niños que protagonizaron aquel viaje. Al tiempo que muestra cómo viven esos «niños» más de treinta años después, el documental recoge el relato de sus experiencias y consecuencias personales, las que son muy diferentes: desde quien lo recuerda como unas vacaciones fantásticas e inolvidables a un país lejano, donde conoció a gran parte de su familia, hasta quien siente haber sido utilizado como mero instrumento de protesta contra un gobierno de facto.

## Premios
MEJOR DOCUMENTAL URUGUAYO – ACCU, ASOCIACIÓN DE CRÍTICOS DE CINE DEL URUGUAY, 2015.

MEILLEUR FILM DU JURY JEUNE - RENCONTRES DU CINEMA SUD-AMÉRICAIN -MARSEILLE-REGION, 2016.

MEJOR DOCUMENTAL DE AMÉRICA LATINA - RDOC, FESTIVAL INTERNACIONAL DE CINE DOCUMENTAL DE REPÚBLICA DOMINICANA Y EL CARIBE, 2016.

MEJOR DOCUMENTAL INTERNACIONAL  – TELAS, FESTIVAL INTERNACIONAL DE TELEVISÃO DE SÃO PAULO, 2015.

PREMIO DEL PÚBLICO “COUPS DE COEUR” - FESTIVAL FILMAR EN AMÉRICA LATINA - GINEBRA, 2015.

MENCIÓN ESPECIAL DEL JURADO - MARFICI, FESTIVAL INTERNACIONAL DE CINE INDEPENDIENTE DE MAR DEL PLATA, 2015.

SECCIÓN OFICIAL – SLFF. SEATTLE LATINO FILM FESTIVAL, 2016.

SECCIÓN OFICIAL – LATEINAMERIKANISCHE TAGE, LEIPZIG, 2016.

SECCIÓN OFICIAL – FESTIVAL DE CINE ESPAÑOL DE BERLIN, 2016.

SECCIÓN OFICIAL – FESTIVAL DE CINE LATINOAMERICANO DE SIDNEY, 2016.

SECCIÓN OFICIAL – PANORÁMICA, FESTIVAL LATINOAMERICANO DE ESTOCOLMO, 2016.

SECCIÓN OFICIAL – FESTIVAL DEL CINEMA LATINO AMERICANO DE TRIESTE, 2016.

SECCIÓN OFICIAL – MUESTRA DE CINE URUGUAYO DE RÍO DE JANEIRO, 2016.

SECCIÓN OFICIAL – 10.ª MUESTRA DE CINE IBEROAMERICANO DE SANTIAGO DE CHILE, 2016.

SECCIÓN OFICIAL - FESTIVAL DE CINE DE LASA – NUEVA YORK, 2016.

SECCIÓN OFICIAL - EDOC, ENCUENTROS DEL OTRO CINE – ECUADOR, 2016.

SECCIÓN OFICIAL - FESTIVAL INTERNACIONAL DE CINE DE MÉRIDA Y YUCATÁN, 2016.

SECCIÓN OFICIAL - MOSTRA DE CINEMA LLATINOAMERICÀ DE CATALUNYA, 2016.

SECCIÓN DÉCOUVERTES - RENCONTRES CINÉMAS D'AMÉRIQUE LATINE – TOULOUSE, 2016.

SECCIÓN “NUEVAS MIRADAS RESTROSPECTIVAS” –  10MA EDICION DE NUEVAS MIRADAS, EICTV, 2016.

SECCIÓN OFICIAL - FESTIVAL INTERNACIONAL DE DOCUMENTALES "E TUDO VERDADE” - Río de Janeiro y San Pablo, 2015.

SECCIÓN OFICIAL - LARGOMETRAJES DOCUMENTALES del FESTIVAL DE CINE DE MÁLAGA, 2015.

SECCIÓN OFICIAL - FESTIVAL INTERNACIONAL DE CINE DEL URUGUAY, 2015.

SECCIÓN OFICIAL - FESTIVAL DE CINE DE LIMA, 2015.

SECCIÓN OFICIAL – DOC BUENOS AIRES, MUESTRA INTERNACIONAL DE CINE DOCUMENTAL, 2015.

SECCIÓN OFICIAL – FESTIVAL INTERNACIONAL MEMORIA, VERDAD, JUSTICIA – GUATEMALA, 2015.

SECCIÓN OFICIAL – DETOUR, FESTIVAL DE CINE NUEVO DE URUGUAY, 2015.

## Críticas
"Emotiva, polémica, política y sensorial Tus padres volverán es una película necesaria que, además de los materiales de archivo, sabe jugar muy bien a través de su excelente fotografía con las escenas del presente donde aviones y niños surcan en soledad la vida y el espacio como si pudieran reflejar ese movimiento permanente, y tal vez perpetuo, del exiliado." Luis Zas - Leedor.com 
“Fragmentaria y subjetiva, rica en su complejidad, la vida parece dejar aprehenderse un ratito. Lo privado y lo público se confunden. La historia con mayúscula y con minúscula se estrechan sin confundirse. La visión nunca es complaciente ni altiva. El dedo índice no se yergue inquisidor. Los juicios serán solo nuestros, si es que nos atrevemos a hacerlos.” Andrés Vartabedian – vadenuevo.com.uy
“Tus padres volverán ofrece una mirada distinta (…), evita los golpes bajos y apuesta a lo poético. (…) Otro grito desesperado para evocar aquel capítulo nefasto de la historia uruguaya.” Leonardo Abete – Asociación de Críticos Cinematográficos del Uruguay (ACCU)
“Martínez Pessi elabora un trabajo delicado, con mucho mimo y compromiso con la historia, algo digno de agradecer. Un trabajo técnico impecable, un guion más impoluto aún y una conexión con el espectador fluida y eficaz. ¿Lo malo? Otro trabajo documental sobre dictaduras. ¿Lo mejor? La empatía que logra transmitir el realizador con lo retratado es realmente exquisita.”
Karenn Wallace - La Opinión de Málaga, España
“El episodio del vuelo de los niños tuvo su importancia en el proceso de apertura, aunque luego, históricamente, quedó opacado por hechos más o menos simultáneos (el obeliscazo) o un poco posteriores (los regresos de Alfredo Zitarrosa, Los Olimareños y Daniel Viglietti). Esta película tiene a priori el valor de traer a colación e informar sobre ese episodio. Además, nos comunica o nos “presentiza”, por medio de los parlamentos de los seis agonistas y de algunos de sus familiares, la forma en que el exilio sigue doliendo hasta hoy.” Guilherme de Alencar Pinto – La Diaria, Uruguay
"Pensé que iba a ver un documental sobre ese momento y me encontré con una sorpresa grande, que iba más allá de eso". Daina Rodríguez - “Efecto Mariposa”, Radio Uruguay 1050 AM
“Despojado del recuerdo y la emoción veo el film. Confieso que no tenía ganas, y no quiero preguntarme por qué. Que quede en el misterio, aún para mí mismo. Pero a poco de iniciado me di cuenta que estaba viendo uno de los mejores documentales uruguayos de los últimos años, y las razones las tuve claras rápidamente.” Amilcar Nochetti, Semanario Voces, Uruguay
“Tus padres volverán mira el presente en función al pasado. El resultado apunta a ser una reflexión sobre la base de la identidad, que no es más que el mutuo reconocimiento de una nación y un individuo.” Carlos Esquives – cinencuentro.com – Perú
“Los espectadores que esperen encontrarse con un filme que explote todos los tópicos de la dictadura, las trampas del exilio, mateando entre lágrimas y poesías de Benedetti, pueden estar seguros de que no van a hallar en Tus padres volverán la película de sus amores.” Juan Andrés Ferreira. Semanario BÚSQUEDA, Uruguay
“Pocas veces - sin duda por primera vez en el cine nacional, sea documental o de ficción - un realizador ha logrado capturar de manera tan precisa y conmovedora esa sensación de desarraigo que generó el exilio en miles de uruguayos.” Enrique Buchichio - Cartelera.com.uy - Uruguay
“Ahí está el acierto del film, que no apuesta a suavizar o edulcorar la realidad, sino a mostrarla en su despojada desnudez, lográndose rescatar paradójicamente testimonios muy removedores y conmovedores.” Paula Montes - Asociación de Críticos Cinematográficos del Uruguay (ACCU)
“Un acercamiento muy sensible a los protagonistas, y una narrativa que atrapa y que resulta hasta poética. Esto provoca la conexión con el espectador y deja cosas para pensar como el conflicto con la identidad y el abandono.” Jackie Rodríguez Stratta – Canal 10, Uruguay
“El documental Tus padres volverán no sólo revive lo sucedido en diciembre de 1983, sino que trae al presente, a través de las seis historias de los personajes principales, todos los miedos, corajes, incertidumbres y certezas de una etapa de la vida —la niñez— en la que la identidad no es más que el abrazo, la sonrisa y el beso de la familia.” Daniel Viglione – Sala de espera, Uruguay
“Una película desbordada por su materia humana, por la sinceridad de sus protagonistas.” Mauricio Pagola – alververas.com.uy - Uruguay

## Gira internacional
Las películas tienen la posibilidad de abrir espacios de diálogo; en especial el documental. Este espacio de diálogo se realizó en muchísimos festivales y muestras internacionales en 4 continentes durante más de dos años, y en dos giras internacionales por 26 ciudades de Europa (febrero-marzo de 2016), México y Estados Unidos (septiembre-octubre de 2016), que fueron promocionadas y apoyadas por el Ministerio de RREE de Uruguay, por uruguayos y las Asociaciones y Consejos consultivos de uruguayos, y por la OEI para su programa “Educar en la memoria”.
2016
MADRID, BARCELONA, LLEIDA, MILÁN, TURÍN, TRIESTE, PARÍS, MARSELLA, TOULOUSE, BRUSELAS, OSLO, GOTEMBURGO, ESTOCOLMO, VIENA, LEIPZIG, BERLÍN, SYDNEY, MIAMI, SAN ANTONIO, HOUSTON, LOS ANGELES, SALT LAKE CITY, SEATTLE, TACOMA, ELLENSBURG, FITCHBURG, NEW JERSEY, NUEVA YORK, NORWALK, CIUDAD MEXICO, MÉRIDA Y YUCATÁN, RÍO DE JANEIRO, SANTIAGO DE CHILE, QUITO, LA HABANA, MONTEVIDEO
2015
SAN PABLO, LIMA, BUENOS AIRES, MAR DEL PLATA, CIUDAD DE GUATEMALA, GINEBRA, MÁLAGA
2014
MORELIA.

## Notas y referencias

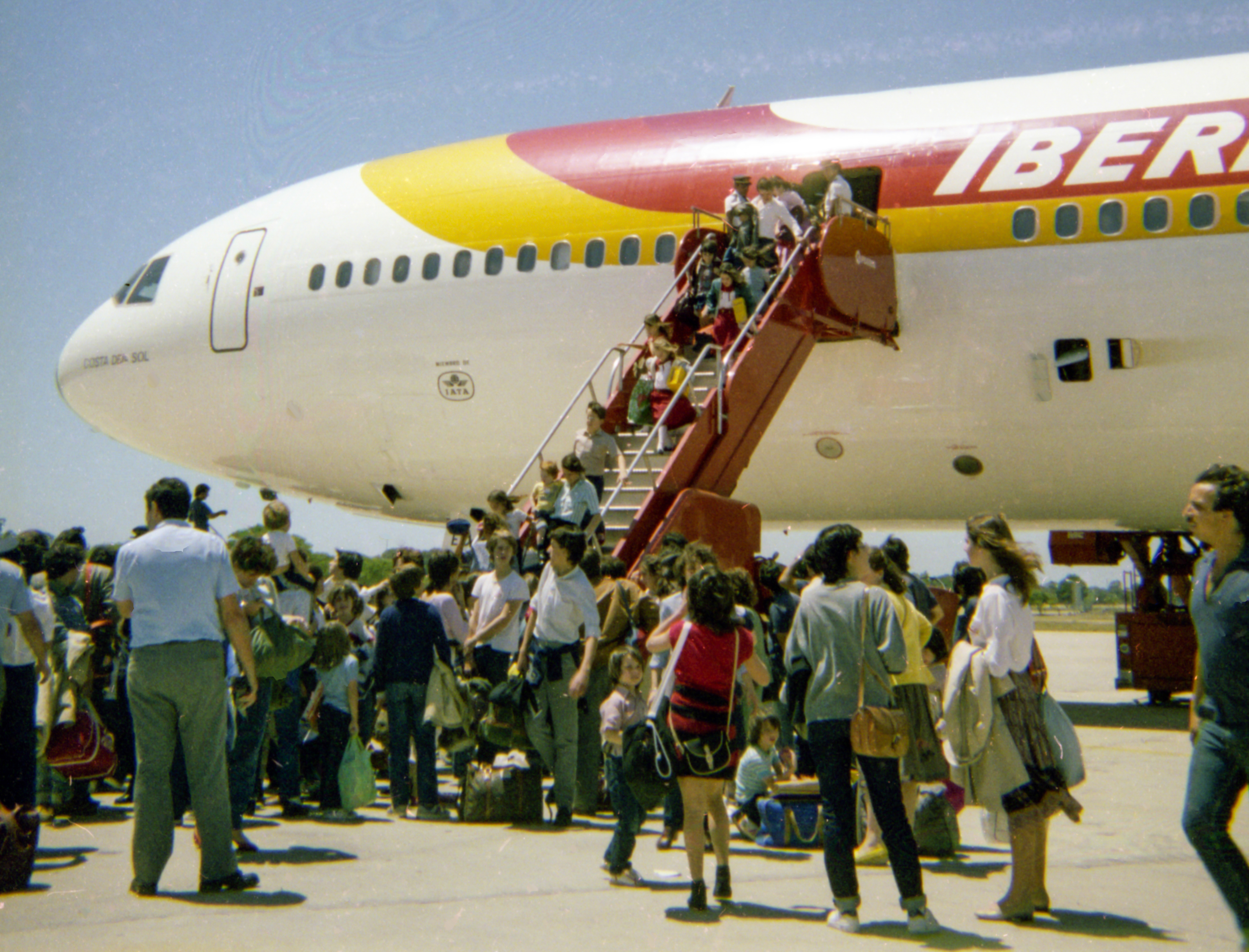
Tus padres volverán (Uruguay, 2015)
Documental, 81 min.
Dir. Pablo Martínez Pessi